# Henri Ferté
Henri Ferté, né le 8 décembre 1873 à Berny-Rivière (Aisne) et mort le 8 mai 1935 à Ressons-le-Long (Aisne), est un homme politique français.

## Biographie
Agriculteur, il est conseiller d'arrondissement en 1913 et maire de Ressons-le-Long. Il est député de l'Aisne de 1924 à 1928, siégeant au groupe de l'Union républicaine démocratique.

## Sources
- « Henri Ferté », dans le Dictionnaire des parlementaires français (1889-1940), sous la direction de Jean Jolly, PUF, 1960 [détail de l’édition]